# Баадер, Франц Ксавер фон
Франц Ксавер фон Баадер (нем. Franz Xaver von Baader; 27 марта 1765 года, Мюнхен — 23 мая 1841 года, там же) — немецкий философ и теолог, представитель философского романтизма.

## Биография
Франц Баадер родился в городе Мюнхене. С 1781 года учился медицине в Ингольштадте и Вене, впоследствии изучал технику в Великобритании, но впоследствии решил посвятить свою жизнь и деятельность философии. В 1822 году Баадер предпринял поездку по России, после чего восемь месяцев прожил в Берлине, общаясь с многими знаменитыми личностями той эпохи, в том числе с Гегелем.
С 1826 года — профессор Мюнхенского университета. Преподавал религиозную философию, но из-за резкой критики власти папы ему запретили читать лекции.
Развил характерные для романтизма представления о мире и обществе как расчленённой органической целостности. Критикуя дуализм Иммануила Канта, стремился преодолеть идущий от Декарта раскол между знанием и верой путём обоснования концепции интуитивного познания вещей. Восходящие к Якобу Бёме и немецкой мистической традиции Майстера Экхарта и Парацельса, теософские построения Баадера, содержащие мистическую диалектику саморазвития бога в человеке как самоосвобождения из тёмной «бездны», оказали большое влияние на позднего Фридриха Шеллинга, Йозефа Иоганна Гёрреса, Фридриха Шлегеля, Николая Бердяева, Франца Гофмана.
Похоронен на Старом южном кладбище родного города.

## Идеи и труды
Социальная философия Баадера охватывает историю, общество, хозяйство, государство, право, нравственность и религию. Рассматривая «социальность» как первичное по отношению к хозяйству и политике, Баадер идеалистически трактовал её сущность как любовь, имеющую религиозное, и в конечном счёте божественное, происхождение. В сочинении «О существующей диспропорции между неимущими или пролетариями и имущими классами общества» (1835) ввёл понятие «пролетарий» в немецкую философскую литературу. Баадер утверждал, что в государстве необходимы две вещи: общее подчинение правителю (без которого не было бы гражданской войны или вторжения) и неравенство в звании (без которого не было бы никакой организации). Поскольку Баадер считал одного Бога истинным правителем человечества, он утверждал, что лояльность правительству может быть обеспечена или дана только тогда, когда оно действительно является христианским; он в равной степени выступал против деспотизма, социализма и либерализма. Его идеей было гражданское сообщество, управляемое католической церковью, чьи принципы противостояли как пассивному и иррациональному пиетизму, так и чрезмерно рациональным доктринам протестантизма.

## Наследие и признание
Выход из общественных противоречий своего времени видел в создании универсальной христианской религии, преодолевающей расхождения между конфессиями (отсюда интерес Баадера к России и православию). Оказал влияние на славянофильство, позже на Владимира Соловьёва и Николая Бердяева, а также немецкую неоромантическую социологию (Отмар Шпанн и др.).